# General-potpukovnik
General-potpukovnik je generalski čin u nekim vojskama. U JNA bio je drugi generalski čin koji je uveden 1952. godine, umjesto čina general-lajtnanta. U Jugoslavenskoj ratnoj mornarici odgovarao mu je čin viceadmirala. U Oružanim snagama Republike Hrvatske ne postoji ovaj čin.